# Graham Simpson
Graham Simpson (* 13. Februar 1979) ist ein schottischer Badmintonspieler. 

## Karriere
Graham Simpson wurde 2003 schottischer Meister im Herreneinzel. 2001 nahm er an den Badminton-Weltmeisterschaften teil und wurde dort 33. im Herrendoppel. 2002 startete er bei den Commonwealth Games.

## Sportliche Erfolge
| Saison | Veranstaltung                       | Disziplin    | Platz | Name                          |
| ------ | ----------------------------------- | ------------ | ----- | ----------------------------- |
| 1997   | Schottland: Juniorenmeisterschaften | Herreneinzel | 1     | Graham Simpson                |
| 2001   | Weltmeisterschaft                   | Herrendoppel | 33    | Graham Simpson / Graeme Smith |
| 2003   | Schottland: Einzelmeisterschaften   | Herreneinzel | 1     | Graham Simpson                |

## Referenzen
- Graham Simpson beim Badminton-Weltverband

| Personendaten    | Personendaten                 |
| ---------------- | ----------------------------- |
| NAME             | Simpson, Graham               |
| KURZBESCHREIBUNG | schottischer Badmintonspieler |
| GEBURTSDATUM     | 13. Februar 1979              |